# 3349 Manas
3349 Manas eller 1979 FH2 är en asteroid i huvudbältet som upptäcktes den 23 mars 1979 av den rysk-sovjetiske astronomen Nikolaj Tjernych vid Krims astrofysiska observatorium på Krim. Den har fått sitt namn efter Manaseposet.
Asteroiden har en diameter på ungefär 10 kilometer och den tillhör asteroidgruppen Agnia.